# Joseph Nicholas Dinand
Joseph Nicholas Dinand (Boston, 3 dicembre 1869 – Weston, 29 luglio 1943) è stato un vescovo cattolico e missionario statunitense, membro della Compagnia di Gesù e vicario apostolico di Giamaica.

## Biografia
Studiò al Boston College ed abbracciò la vita religiosa nella Compagnia di Gesù il 13 agosto 1887: fece il noviziato a Frederik e, conclusi gli studi al Woodstock College, fu ordinato prete il 29 giugno 1903 dal cardinale James Gibbons.
Nel 1905 fu inviato nella missione della Giamaica, affidata alla provincia gesuita del Maryland, e fu docente presso il Saint George College; durante il terremoto che colpì duramente Kingston nel 1907, si dedicò all'aiuto delle popolazioni colpite.
Richiamato in patria nel 1908, prestò servizio nel noviziato di Poughkeepsie. Nel 1910 fu nominato presidente del College of the Holy Cross di Worcester e tra il 1918 e il 1924 fu assistente del preposito provinciale dei gesuiti del Maryland.
Fu eletto vescovo e nominato vicario apostolico di Giamaica: consacrato dal vescovo Thomas Mary O'Leary il 30 ottobre 1927, assunse il suo ufficio pastorale il 12 dicembre successivo.
Con l'aiuto di Mary Humiliana Sorapure, fondò in Giamaica la congregazione indigena delle francescane missionarie di Nostra Signora del Perpetuo Soccorso. 
Dopo pochi mesi alla guida del vicariato, dovette lasciare la Giamaica per motivi di salute.

## Genealogia episcopale
La genealogia episcopale è:
- Cardinale Scipione Rebiba
- Cardinale Giulio Antonio Santori
- Cardinale Girolamo Bernerio, O.P.
- Arcivescovo Galeazzo Sanvitale
- Cardinale Ludovico Ludovisi
- Cardinale Luigi Caetani
- Cardinale Ulderico Carpegna
- Cardinale Paluzzo Paluzzi Altieri degli Albertoni
- Papa Benedetto XIII
- Papa Benedetto XIV
- Papa Clemente XIII
- Cardinale Bernardino Giraud
- Cardinale Alessandro Mattei
- Cardinale Pietro Francesco Galleffi
- Cardinale Giacomo Filippo Fransoni
- Cardinale Carlo Sacconi
- Cardinale Edward Henry Howard
- Cardinale Casimiro Gennari
- Arcivescovo Pellegrino Francesco Stagni, O.S.M.
- Arcivescovo Arthur Alfred Sinnott
- Vescovo Thomas Mary O'Leary
- Vescovo Joseph Nicholas Dinand, S.I.